# Albertacce
Albertacce település Franciaországban, Haute-Corse megyében. Lakosainak száma 199 fő (2022. január 1.). Albertacce Manso, Cristinacce, Évisa, Letia, Asco, Calacuccia, Casamaccioli és Lozzi községekkel határos.

## Népesség
A település népességének változása:
| Lakosok száma | 373  | 323  | 200  | 225  | 219  | 201  | 200  | 206  | 204  | 199  |
|               | 1968 | 1982 | 1990 | 2006 | 2011 | 2016 | 2017 | 2019 | 2020 | 2022 |